# Дітріх фон Ботмер
Дітріх Фелікс фон Ботмер (нім. Dietrich Felix von Bothmer, 26 жовтня 1918 — 19 жовтня 2009) — американський археолог, історик мистецтва. Впродовж 6 десятиліть керував Метрополітен-музеєм.

## Біографія
Народився в м. Айзенах у Німеччині, в сім'ї полковника прусської армії Вільгельма фон Ботмера. Старший брат — єгиптолог Бернхард Вільгельм фон Ботмер.
Освіту здобув у Гумбольдтському університеті Берліна. Пізніше вступив до Оксфордського коледжу Ведхема (Оксфордський університет), отримавши 1938 року стипендію Родса. Там він зустрівся з Джоном Бізлі, брав участь у роботі з ідентифікації давньогрецьких вазописців чорнофігурної та червонофігурної технік вазопису.
Після навчання не повернувся до Німеччини, а залишився у США, де 1944 року закінчив Університет в Берклі й захистив там ступінь доктора філософії.
У період 1944—1945 років служив на флоті у Тихому океані, брав участь у Другій світовій війні.
1946 року почав роботу у Музеї Метрополітен у Нью-Йорку, а в 1959 р. став його куратором.
У 1973—1990 рр. обіймав посаду голови грецького і римського департаменту.
У 1965—2006 рр. був професором в Інституті образотворчих мистецтв при Нью-Йоркському університеті.
До кінця життя Дітріх фон Ботмер зібрав багату колекцію античних старожитностей, особливо давньогрецької кераміки, яку заповів Музеєві університету Еморі.
Помер на Манхетені у м. Нью-Йорку в США.

## Нагороди
- Бронзова Зірка (США);
- Пурпурове Серце;
- лауреат стипендії Родса;
- отримувач гранту Гуггенгайма.

## Праці
- (англ.)Greek, Etruscan and Roman Antiquities, an Exhibition from the Collection of Walter Cummings Baker. New York 1950.
- (англ.)Amazons in Greek Art. Oxford 1957 (= Dissertation University of California, Berkeley 1944).
- (англ.)Ancient art from New York private collections. Catalogue of an exhibition held at the Metropolitan Museum of Art, December 17, 1959 — February 28, 1960. New York 1961.
- (англ.)mit Joseph V. Noble: An Inquiry into the Forgery of the Etruscan Terracotta Warriors in the Metropolitan Museum of Art. New York 1961.
- (англ.)Corpus Vasorum Antiquorum. United States of America Vol. 12. The Metropolitan Museum of Art, New York. Fasc. 3: Attic Black-Figured amphorae. 1963.
- (англ.)Greek and Roman art. Guide to the collections. Metropolitan Museum of Art. New York 1964. 2. Auflage 1975.
- (нім.)Der Euphronioskrater in New York. In: Archäologischer Anzeiger 1976, S. 485—512.
- (англ.)Greek Vase-Painting. An Introduction. Bulletin of the Metropolitan Museum of Art. New York 1972. 2. Auflage 1987.
- (англ.)mit Mary B. Moore: Corpus Vasorum Antiquorum. United States of America. Vol. 16 The Metropolitan Museum of Art, New York, Fasc. 4: Attic black-figured neck-amphorae. 1976.
- (англ.)A Greek and Roman treasury. Bulletin of the Metropolitan Museum of Art 42,1. New York 1984.
- (англ.)The Amasis Painter and His World. Vase-Painting in Sixth-century B.C. Athens. Malibu 1985.
- (англ.)Glories of the Past. Ancient Art from the Shelby White and Leon Levy Collection. New York 1990.